# Karschia kurdistanica
Karschia kurdistanica är en spindeldjursart som beskrevs av J. Birula 1935. Karschia kurdistanica ingår i släktet Karschia och familjen Karschiidae. Inga underarter finns listade i Catalogue of Life.